# Cầu Phả Lại
Cầu Phả Lại bắc qua sông Lục Đầu Giang tại lý trình km25 + 990 trên quốc lộ 18 đoạn Bắc Ninh - Chí Linh (Hải Dương). Cầu nằm về phía hạ lưu của bến phà cũ 200 m.

## Thông số kỹ thuật
- Cầu có chiều dài 1.125m
- Chiều rộng cầu 23 m (có 2 làn xe cơ giới và 2 làn xe thô sơ)
- Loại cầu: Bê tông dự ứng lực
- Cầu có 5 nhịp, 2 nhịp chính thông thuyền 90 m và 120 m.
- Tải trọng thiết kế: H30-XB80

## Lịch sử
- Khởi công ngày ngày 15 tháng 1 năm 2000 và khánh thành ngày ngày 3 tháng 2 năm 2005.
- Tư vấn thiết kế Nhật Bản PCI, nhà thầu thi công là liên danh Tổng công ty xây dựng Trung Quốc (CSCEC) và Công ty Vật tư vận tải và xây dựng công trình giao thông (Tranco).
- Tổng giá trị gói thầu khoảng 180 tỷ đồng
- Chủ đầu tư chính là PMU18, (đơn vị liên quan đến vụ bê bối tham nhũng mà dư luận xã hội đã quan tâm). [cần dẫn nguồn]